# A Szűz Mária-jelenések tudományos háttere
A Szűz Mária-jelenések olyan vélt vagy valós események, amelyeken sokféle jelenséget értenek. Egy női jelenség, melyet egy vagy több látnok lát egy időben, mely valóságosnak tűnik a látnok számára, sőt esetenként párbeszédet is folytat vele. Beletartozhat az is, hogy valaki álmában kap üzeneteket, melynek forrását Szűz Máriában jelöli meg. A katolikus egyház szigorú ellenőrzés alá vonja ezeket a jelenségeket, mely vatikáni vagy püspöki jóváhagyással jelentheti ki, hogy a jelenség természetfeletti-e. Több száz megvizsgált Szűz Mária-jelenésnek tudományos háttere van, amit figyelembe vesz a katolikus egyházfő a döntésében. A tudományos eredményeken túl arról is döntenek, hogy a jelenés összhangban van-e a Biblia kijelentéseivel.

## A püspöki bírálat és jóváhagyás
A tridenti zsinat 1563. december 3-i döntése alapján püspöki hatáskörbe utalta a csodák és visszaélések bírálatát, és többek között az 1825. határozatba foglalta. A püspök körültekintő vizsgálat után felismerheti a Mária-jelenést, aminek alapján nem kötelező érvénnyel, nem követeli meg a kinyilatkoztatásba vetett hitet, hanem a hívek bizalommal hihetnek a természetfeletti voltában és szabadon eldönthetik, mekkora hangsúlyt helyeznek arra hitéletükben. Máriát különös tisztelettel lehet tisztelni a helyszínen, megengedett a Mária-kegyhelyek kialakítása. Amikor engedélyezi, nem arról nyilatkozik az egyház, hogy valóban megjelent ott, hanem hogy a tisztelet engedélyezve van.

## Jelenések elfogadásának folyamata

### Norma állítás[4]
A normákat a Hittani Kongregáció állította fel. 1978 február 25.-én alakították ki
1. Tévedésmentesség. Bizottságot állít, hogy erkölcsi bizonyosságot szerezzen a tanúk kihallgatásával. Helyszíni bejárás és a befolyásolásra alkalmas környezet felmérése (tiszteletteljes légkör, külső befolyásolás, környezet ellenőrzés).
2. A tanúk alanyainak személyisége, becsületesség, őszinteség vizsgálata, egyházhoz való viszonyuk (szenzációhajszolás hiánya, lelki egészség, mentális zavaroktól mentes eksztázis[6]).
3. Pénzszerzés nem motívum.
4. Az üzenet értékeinek vizsgálata, teológiai és erkölcsi megalapozottsága, hibátlansága (dialógus egyszerűsége és valódiságuk, misztikus utazás és történések értéke, szellemi gyümölcsök, összhang a teológia, Biblia kijelentéseivel, a hit erősödése).
5. A jelenések pozitív tartalma, legyen tartós az eredménye, megtérés, ima, növekvő szeretet.

### A döntés kategóriái
Amikor már döntésre kerülnek a megvizsgált események - sok esetben évek évtizedek is eltelhetnek -, a felgyűlt információk birtokában három csoport egyikébe osztja a püspök a jelenséget:
1. Constat de supernaturalitate. Megállapítható a természetfölötti eredet. A 20. században 386 Mária-jelenés történt, melyből csak nyolcról állapították meg a természetfeletti karaktert. Ezek: Fatima, Beauraing, Banneaux, Siracusa, Akita, Zeitoun, Manila, Betania. [7]
2. Non constat de supernaturalitate. Nem állapítható meg a természetfölötti eredet. A kétség megmarad. Máriát különös tisztelettel lehet tisztelni a helyszínen,[2] megengedett a Mária-kegyhelyek kialakítása. Amikor engedélyezi, nem arról nyilatkozik az egyház, hogy valóban megjelent ott, hanem hogy a tisztelet engedélyezve van.[3]
3. Constat de non supernaturalitate. Megállapítható a nem természetfölötti eredet. Ebben az esetben nem engedélyezi a püspök a helyhez kötött tiszteletet, és a kegyhely kialakítását, elítéli. 1978 óta ezt a kategóriát kerüli az egyház, inkább csak a fenti kettőről nyilatkozik, feltehetőleg azért, hogy egy jövőbeni ellentmondást elkerüljön.[8]

Eddig több mint egy tucat tudományágat vont be az egyház a jelenések vizsgálatára.

### Történelem
Némely jelenések figyelmeztető történelmi jóslatokba bocsátkozott. A történelmi kijelentésekkel a püspök vár, hogy megtörténnek-e vagy sem.
1. Fatima, Portugália, 1917. július 13.
  1. „Oroszország a tévedéseit a világra fogja szórni háborúk gerjesztésével, és az Egyház üldözésével.”[10] - Mint ismeretes Lenin 1917. április 16-án érkezik vissza Oroszországba német titkosszolgálat segítségével, megbízatása az volt, hogy gyengítse az oroszokat a háborús ellenfelet. 1917 júliusában a szovjetválasztásokkal egy időben a bolsevikok puccskísérletet hajtottak végre, amit azonban a Kerenszkij-kormány sikerrel meghiúsított, és a bolsevik párt illegalitásba kényszerült egy időre. Majd november 7-én megtörtént a kommunista hatalomátvétel.
2. La Salette, Franciaország, 1846. szeptember 19.
  1. „IX. Piusz pápa nem hagyja el többé Rómát 1859 után.” - Piuszt abban az évben 1846. június 16-án választották pápának. 1860-ban II. Viktor Emánuel elfoglalta a hadsereggel rendelkező pápai államot, és a pápa "Vatikán foglyának" nevezte magát, nem hagyta el a Vatikánt.[11]
  2. „Lucifer 1864-ben nagy sereg ördöggel ki fog szabadulni az alvilágból[12].” - 1864-ben jött létre az I. Internacionálé, az istenhívők üldözésének előzménye. ("A nép az Isten" jelszóval).
  3. „A... termés... amikor láttátok, hogy tönkrement, káromoltátok Fiam nevét. Ha van búzátok ne vessétek el.” - A népek tavasza idején nagy éhínség volt[13][14] Legkirívóbb volt az írországi, mely egymillió ír halálát okozta. A liberális angliai gazdasági szemlélet ezt a halálozási statisztikát növelte az ingyen konyha bezárásával, és más szabályozással és morális vád miatti okokat neveztek meg a protestáns angolok a katolikus írek felé, mint lustaság, erkölcstelenség, rendetlenség[15]

3.Quito, Ecuador, Mariana de Jesús Torres apáca 1610 körüli magánkinyilatkoztatásának hitelességét hosszú évszázadok után tudták csak ellenőrizni. A XIX végére és a XX. századra jósolta a kinyilatkoztatás azt, hogy az erkölcsök megromlanak, „a szabadkőműves szekták beszivárognak a társadalom rétegeibe, majd házi környezetbe, hogy bevezessék tanításaikat azért, hogy a gyerekeket megrontsák.” - XIII. Leó pápa enciklikája, melyet 1884-ben írt a szabadkőműveséggel foglalkozik, melyben rögzíti, hogy a szabadkőművesség intézményesítené azt, hogy kizárólag laikusok neveljék az ifjúságot, kizárva az egyházi nevelést.

### Szociológia
A szociológia, azt vizsgálja, milyen társadalmi közegben, milyen motivációk voltak jelen a jelenés közben. Általánosságban véve a "Szűz Mária jelenései olyan helyeken zajlanak, ahol a társadalmi csoportok ellenállnak a politikai, társadalmi vagy erkölcsi változásoknak."

### Kánonjog[18]
Mennyire van harmóniában Krisztus akaratával, céljával, rendjével, az egyén vagy közösség formálásával. Ferenc pápa 2023-ban kijelenti a Mária-jelenések mindig Jézusra mutatnak. Kánonjog a hívek engedelmessége püspöküknek is (212. kánon), vagy a püspök tanító joga (753. kánon), vallási beleegyezés.

### Kémia
A Guadalupei Szűzanya tilmán levő ábrázolás 500 év után is megőrizte kémiai szerkezetét, pedig a tilmák 15 év után elbomlanak. Az első 115 évben védőintézkedések nélkül állították ki.
Siracusai Könnyező Madonna 1953-ban egy gipsz Mária-mellszobor kezdett könnyezni egy család falán. Orvosokhoz és kémikusokhoz vitték a steril könny mintát, hogy elemezzék. A könny vizes nátrium-klorid-oldatból, melyben nyomokban fehérje, kvaterner anyagok és ezüst összetételének magjai voltak, lúgos kémhatású, mindezek analógok az emberi könnyel.
Hasonló igazoló eredménnyel járt az akitai tömör fa Mária szobor, mely 101 alkalommal könnyezett és megállapitotta az Akitai és a Gifu egyetem törvényszéki vizsgálata, emberi testnedv volt a szoborból kijövő váladék

### Pszichiátria
A Kibehói Mária-jelenések idején a látnok eksztázisba esett. Emiatt orvosi kivizsgáláson kellett részt vennie. Az el nem fogadott Garabandáli jelenés egyik kislányán aközben hogy transzba esett egy orvos tűvel szurkálta, tűzzel a bőrét irritálta, hogy essenek ki a szerepükből, de semmilyen reakciójuk nem volt, a látnokok nem reagáltak rá.

## A természetfeletti esemény elutasítása
Negatív normáknak kell teljesülniük.
1. Ha nem kivételes esemény azaz emberi magyarázaton alapuló. Amíg természetes okok fennállhatnak, úgy nem szabad természetfelettire hivatkozni.
2. Negatív kritériuma, hogy nem lehet ellentétes Istennek, Szűz Máriának mondható tanítással való ellentétes állítás.
3. Negatív kritériuma, nem lehet a tanú mentálisan beteg, pszichopata, sem súlyos erkölcstelenséggel vádolható. Továbbá nem merülhet fel előny szerzés vágya, gyanúja.

### Ellenvetések
Előfordult az is, hogy a vizsgálatok során több laikus vélemény érkezik a bizottsághoz. Vagy éppen valaki úgy érzi, hogy a látnokok kényelmetlen helyzetbe hozzák vallomásaival, ilyenkor legtöbbször hazugsággal vádolja a látnokokat.
1. Ilyen volt La Salette polgármestere, aki a két gyermek látnokot hazugsággal vádolva, börtönnel fenyegetve, végül pénzt a ajánlva, hogy ismerjék el kitalációnak az egész történetet,[21] végül nem változtatták meg vallomásukat.
2. A jelenés ruhája nem hasonlít a megszokott Szűz Mária ruhájához, kék-fehér színéhez.

### Csalás gyanúja
Leginkább síró vagy vérző szobroknál merül fel a gyanú, hogy valamilyen haszon érdekében hívőket gyűjthetnek, akik adományoznak a szobor tulajdonosának.
1. Ausztrál eset, Brisbane-ben, amikor a katolikus egyház megállapította, hogy emberi könny helyett egyszerű rózsaolajat találtak a kémiai vizsgálaton.[22]
2. Civitavecchiai magántulajdonban lévő szoborról kiderítette az egyház, hogy a szobron található vérfoltok férfitól származnak.[23]